# 兄猾
兄猾（えうかし）とは、記紀等に伝わる古代日本の人物。『古事記』では兄宇迦斯と表記されている。弟猾（おとうかし）の兄。

## 経歴
『古事記』中巻・『日本書紀』巻第三ともに、以下のような物語を伝えている。
神日本磐余彦天皇（かむやまといわれひこ の すめらみこと）は八咫烏（やた の からす）の導きと道臣命（みちのおみ の みこと）の働きで辛くも大和の菟田穿邑（うだ の うがち の むら）に辿り着いた。
『書紀』の暦によると、磐余彦は戊午年（紀元前663年）8月2日に、菟田県（うだのあがた）の魁帥（ひとごのかみ＝首長）である兄猾、弟猾兄弟を呼び出した。しかし兄猾はやって来なかった。
それどころか、『古事記』によると、遣いに出した八咫烏が
と呼びかけて来たのに対し、鳴鏑（なりかぶら)を射返して、追い返した。
そして
- 『古事記』 - 軍勢を集めようとしたが集めることができなかった

- 『日本書紀』 - 「皇師（みいくさ）の威（いきおい）」[2]をながめて、とても敵しがたいと恐れた

という理由で、正面きって戦うことを諦め、かわりに押機（踏むと挟まれて圧死する仕掛け）のある新宮（大殿）をつくり、もてなしをするかに見せかけて磐余彦を殺そうと企んだ。
しかし、この奸計は磐余彦の召しに応じた弟猾によって報告された。結果、道臣命（と大久米命）に「自分が先に入ってみろ」と剣と弓で（『古事記』では大刀のつかを握ったままで、矛と矢とで）脅され、敢えなく自身の作った罠にかかり、圧死してしまった（『古事記』では、打たれて死んでしまった）。
兄猾が死んだことにより、その地は菟田（宇陀）の血原と呼ばれるようになった（『古事記』では罠で死んだ兄宇迦斯の死体をただちに解体したから、『書紀』は兄猾の死体を引きずり出して斬ったら、血が踝（つぶなぎ＝くるぶし）を埋めるほどだったから、だという）。
弟猾は、戦勝を祝って、酒や牛肉を用意して、もてなしをした。磐余彦は『古事記』によると、以下のような歌を歌った（（　）内は『書紀』の表記）。
『書紀』はこれを「来目歌」とし、「楽府（おおうたどころ＝雅楽寮」でこの歌を演奏する時には「手量（たばかり＝手のひろげかた）の大きさ小ささ、音声（うたごゑ）の巨（ふと）さ細さ有り」と注釈をつけている。
『書紀』ではこのあと、吉野で国津神の井光（井氷鹿）、磐排別が子（石押分之子）、苞苴担が子（贄持之子）に迎えられることになる（『古事記』では兄宇迦斯事件の前に出会っている）。